# Mendoncia vinciflora
Mendoncia vinciflora är en akantusväxtart som beskrevs av Raymond Benoist. Mendoncia vinciflora ingår i släktet Mendoncia och familjen akantusväxter. Inga underarter finns listade i Catalogue of Life.